# Лашелье, Жюль
Жюль Лашелье́ (фр. Jules Lachelier; 27 мая 1832 года, Фонтенбло — 26 января 1918 года, Париж) — французский философ и логик. Один из основоположников логики отношений. Член Академии моральных и политических наук (1896). Профессор Каннского лицея (1858—1864) и Высшей педагогической школы (1864—1875). В последней у него учился среди прочих Эмиль Бутру.
Член Академии моральных и политических наук (1896, кресло 6 секции I — философия).

## Издания
Наибольшее значение имеют, кроме диссертации «Du Fondement de l’induction» (Париж, 1871):
- «Etude sur la théorie du syllogisme» («Revue philosophique», 1876);
- «Psychologie et Métaphysique»;
- лекции в Нормальной школе, которыми он разрушил кузеновский догматизм и пробудил энтузиазм к критической философии Канта. В рукописном и литографированном виде эти лекции были чрезвычайно распространены среди молодежи во Франции.